# روب بيل
روب بيل (بالإنجليزية: Robert B. Bell) هو محامي وسياسي أمريكي، ولد في 23 أبريل 1967 في بالو ألتو في الولايات المتحدة. حزبياً، نشط في الحزب الجمهوري.